# Confienza
Confienza é uma comuna italiana da região da Lombardia, província de Pavia, com cerca de 1.636 habitantes. Estende-se por uma área de 26 km², tendo uma densidade populacional de 63 hab/km². Faz fronteira com Casalino (NO), Granozzo con Monticello (NO), Palestro, Robbio, Vespolate (NO), Vinzaglio (NO).

## Demografia
| Variação demográfica do município entre 1861 e 2011                               |
|                                                                                   |
| Fonte: Istituto Nazionale di Statistica (ISTAT) - Elaboração gráfica da Wikipedia |